# Erythrolamprus aesculapii
Erythrolamprus aesculapii är en ormart som beskrevs av Carl von Linné 1766. Erythrolamprus aesculapii ingår i släktet Erythrolamprus och familjen snokar.
Arten förekommer i norra Sydamerika söderut till Paraguay och norra Argentina. Honor lägger ägg.

## Underarter
Arten delas in i följande underarter:
- E. a. aesculapii
- E. a. monozona
- E. a. tetrazona
- E. a. venustissimus